# Самореференция

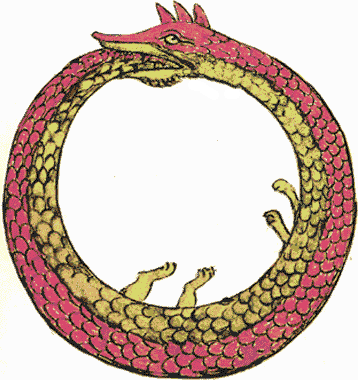
Уроборос — «Змей, пожирающий сам себя»

Саморефере́нция (самоотносимость) — явление, которое возникает в системах высказываний в тех случаях, когда некое понятие ссылается само на себя. Иначе говоря, если какое-либо выражение является одновременно самой функцией и аргументом этой функции.
Самореференция в математике и логике всегда означает нарушение предикативности и обычно вызывает логические парадоксы. Причина в том, что объект (субъект), указывающий сам на себя во множестве (системе, теории) и несущий оценку (действие) самому себе, благодаря самому себе, ведёт к логическому парадоксу. Все индуктивные логические выводы рано или поздно подтверждают собой ценность того множества (системы, теории), в котором они находятся, либо само множество подтверждает их ценность. Все индуктивные выводы, из оснований которых следует ценность (действие) систем, которые указывают сами на себя, благодаря самим себе — логические парадоксы.

## Примеры
Парадокс брадобрея:
- Единственный в городке брадобрей бреет всех жителей городка, кто не бреется сам. Бреет ли он сам себя?

Парадокс лжеца:
- Критянин Эпименид утверждал, что все критяне лжецы.
- Это высказывание ложно.

Порочный круг

## Парадокс Греллинга[1]
Парадокс Греллинга назван в честь открывшего его немецкого математика Курта Греллинга.
Разделим все прилагательные на два множества: самодескриптивные, обладающие тем свойством, которое они выражают, и несамодескриптивные. Такие прилагательные, как «многосложное», «русское» и «трудновыговариваемое» принадлежат к числу самодескриптивных. А такие как «немецкое», «однокоренное» и «невидимое» — к числу несамодескриптивных. К какому из двух множеств принадлежит прилагательное «несамодескриптивное»?